# Vlag van Nashville

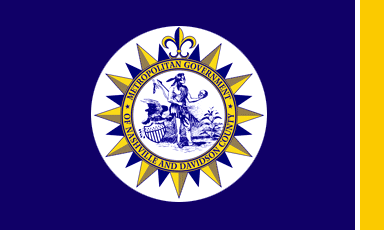
Vlag van Nashville

Vlag van Nashville, 1961-1964

De vlag van Nashville is de officiële vlag van de stad Nashville (Tennessee). De vlag bestaat uit het stadszegel op een witte schijf omringd door een blauw veld, met een gouden strook, gescheiden door een dunne witte strook aan de vluchtzijde. Volgens de resolutie waarin de vlag werd aangenomen, staat het blauw voor de moed en overtuiging van de leiders van de stad door de geschiedenis heen, terwijl het goud staat voor de rijkdom van het land en de hulpbronnen van de stad.
De zegel toont een indiaan met een schedel bij een tabaksplant, een adelaar en een schild in de vorm van een insigne dat lijkt op de Amerikaanse vlag. Hoewel de de jure versie van de vlag een monochrome zegel bevatte, worden vlaggen in Nashville tegenwoordig weergegeven met het zegel in kleur. Daarnaast is er meestal een dunne witte balk die de buitenste gele strook scheidt van het blauwe veld.
De vlag werd aangenomen in december 1963 toen de regeringen van Nashville en Davidson County fuseerden tot het stadsbestuur. Tijdens een officiële ceremonie werd de vlag op 4 augustus 1964 ingezegend als de nieuwe vlag in het Metropolitan Courthouse. De vlag is gemodelleerd naar de vlag van de staat Tennessee.
Vóór de consolidatie bestond de vlag uit een blauwe ster op een rode achtergrond, overlapt door twee kruisende witte balken. De blauwe ster werd omringd door gouden olijftakken onder de letter N, die stond voor de naam van de stad. Het werd ontworpen door Harville H. Duncan en aangenomen door de gemeenteraad in 1961.